# ووزنسنکا (شهرستان اوچالینسکی، باشقیرستان)
ووزنسنکا (انگلیسی: Voznesenka, Uchalinsky District, Republic of Bashkortostan) یک شهرک در شهرستان اوچالینسکی استان باشقیرستان کشور روسیه است.